# Chai Romruen
Chai Romruen este un actor australian. Este cunoscut pentru rolul lui Zac din Mako: Insula Secretelor, devenind, astfel primul barbat sirena din show-ul H2O.
Chai s-a născut pe 8 februarie 1989. El s-a născut într-o familie cu o cultura mixtă, tatăl lui Chai de origine tailandeza, Superut Romruen, și mama lui de origine australiană, Sandra Hansen. La vărsta de 7 ani, Chai a migrat în Australia cu mama și sora lui, Sarah Romruen, pentru o educație mult mai bună.
1. ↑  Chai Hansen